# Софиста
Софисти (грч. σοφισταί - стручњак, мудрац) су били група грчких предсократских филозофа, који су у историји грчке античке филозофије називани као учитељи знања и лепог говора.

## Историја
Софисти су били професионални путујући учитељи у другој половини петог века пре нове ере, који су јавно наступали и своје услуге наплаћивали. Под софистом се подразумева неко који нешто зна или уме, и спреман је да то што зна и уме и подучава, баш као и учитељи у гимназији («гимназион») који су се такође називали «Софисти»
Софиста не потиче, као већина старијих филозофа, из аристократије, и зато нуди услуге за хонорар. Као професионални путујући учитељ подучава он синове из високог сталежа о уметности, поспешује њихова интересовања и мишљење у органима демократије, скупштине, учи их да пред судом успешно заступају свој предмет, јер адвоката тада још увек није било.
Њихово учење сводило се пре свега на говорној теорији као нпр.: (реторика, поетика и граматика) и у етици (теорија о држави, закону, моралу и праву) такође су били усмерени против традиције и религије. Софисти су развили један нови однос према говору као моћну аргументативну технику.
Сократ и Платон оштро критикују поступак и учење софиста, а та критика је прихваћена од стране других многобројних научника и политичара. Аристотел назива софисте „учитељима привидног знања“ који изврћу речи. У његовом „Трактату“ против софиста, он даје систематску представу о обарању софистичких трикова.
Од пуно књига и разговора који су софисти написали јако мало је сачувано, скоро ништа. Све што се о софистима зна пренесено је преко Платона, који је према њима био врло критичан, зато што су се они представљали као учитељи о стварима о којима, по његовом мишљењу, нису довољно знали.

## Познати софисти
Најистакнутије личности међу софистима су: Протагора из Абдере и Горгија из Леотиноја (Сицилија), Хипијас из Елиса, Продикос и Антифон који су учили политику, етику, државу, правду и науку говора. Сумњали су у прве принципе, сваку истину су објавили као релативну. Тај релативизам води софисте ка негативности објективне истине.
Млађи софисти су: Критија, Трасимахос, Ксенидаес, Полос и Еутидем.

## Цитати
Познати Афоризам од Протагоре је: „Човек је мера свих ствари, при чему сваки човек има своју посебну истину“.
Такође: „Човек је мера свих ствари, оне које постоје да постоје и оне које не постоје да не постоје“.
По Платоновом објашњењу то би значило: „Ономе коме је зима и ветар му је хладан, а ономе коме није зима, напротив, ни ветар није хладан“. Или «за једног је флаша полупразна, а за другог полупуна». То је то извртање речи које спомињу Сократ и Платон а после њих и Аристотел у свом «Трактату».
У новије време изјављује Тома Аквински (San Tommaso D’Aquino 1225 – 1274) о софистима: „Они изгледају мудро, али ипак то нису“.

## Утицај на римско образовање
Друга генерација софиста је допринела ширењу грчке културе на образовање у Риму. Грчка реторичка традиција и историја су имали приоритет у односу на латинску реторику и историју.